# Cap de l'Estat Major de la Força Aèria dels Estats Units
El Cap de l'Estat Major de la Força Aèria (anglès: Chief of Staff of the Air Force - CSAF o AF/CC) és un càrrec estatutari dels Estats Units, ocupat per un general de 4 estrelles de la Força Aèria dels Estats Units, i és el màxim oficial uniformat assignat per servir al Departament de la Força Aèria, i com a tal és el principal conseller militar i un adjunt del Secretari de la Força Aèria; a més de ser un membre de la Junta de Caps de l'Estat Major, i un conseller militar del Consell de Seguretat Nacional, del Secretari de Defensa i del President. El Cap de l'Estat Major és habitualment el màxim oficial en rang al servei actiu de la USAF, llevat que el President o el  Vicepresident de la Junta de Caps de l'Estat Major siguin oficials de la Força Aèria.
El Cap de l'Estat Major de la Força Aèria és un càrrec administratiu amb seu al Pentàgon, i si bé no té autoritat de comandament operatiu sobre les Forces Aèries (això és potestat dels Comandants de Combat, els quals reporten directament al Secretari de Defensa), el Cap de l'Estat Major supervissa les unitats i organitzacions de la Força Aèria.
Actualment és el General Mark A. Welsh III.

## Departament de la Força Aèria
Sota l'autoritat, direcció i control del Secretari de la Força Aèria, el Cap de l'Estat Major presideix sobre l'Estat Major de l'Aire, actua com a agent executiu del Secretari en portar a terme els plans aprovats, i exerceix la supervisió, consistent en l'autoritat cedida als comandants dels comandaments de combat, sobre organitzacions i membres de la Força Aèria tal com determina el Secretari. El Cap de l'Estat Major també pot realitzar d'altres deures, segons li ordeni el President, el Secretari de Defensa o el Secretari de la Força Aèria.
El Vicecap de l'Estat Major, també un general de 4 estrelles, és el principal col·laborador del Cap de l'Estat Major.

### Membre de la Junta de Caps de l'Estat Major
El Cap de l'Estat Major de la Força Aèria és membre de la Junta de Caps de l'Estat Major, segons està prescrit pel 10è títol .151 del Codi dels Estats Units.Quan actua com a President de la Junta de Caps de l'Estat Major el Cap de l'Estat Major és responsable directament davant el Secretari de Defensa. Igual que la resta de membres de la Junta, el President és un càrrec administratiu, sense autoritat de comandament operatiu sobre la USAF.

## Nomenament i rang

Segell del Cap de l'Estat Major de la Força Aèria

El Cap de l'Estat Major de la Força Aèria és nomenat pel President, i cal que sigui confirmat mitjançant un vot majoritari al Senat. Pels seus estatus, cal que sigui un general de 4 estrelles.

### Gorra especial
El Cap de l'Estat Major està també autoritzat a portar una gorra de servei especial amb núvols i raigs al voltant de la banda de la gorra. Aquesta gorra és diferent de la que llueixen els altres generals de la Força Aèria i és usada pel Cap de l'Estat Major i pels oficials de la Força Aèria que serveixen com a President o Vicepresident de la Junta de Caps de l'Estat Major.

## Llista de Caps de l'Estat Major de la Força Aèria (1947–present)
Abans de la creació d'aquest càrrec, el General Henry H. Arnold va ser designat primer "Cap de les Forces Aèries de l'Exèrcit" i Comandant General de les Forces Aèries de l'Exèrcit durant la Segona Guerra Mundial.
| No. | Imatge               | Nom                | Temps al càrrec        | Temps al càrrec        | Temps al càrrec | Rerefons principal | Secretaris sota els que serví:                            | Secretaris sota els que serví:                                                         |
| No. | Imatge               | Nom                | Inicià                 | Finalitzà              | Temps de Servei | Rerefons principal | Força Aèria                                               | Defensa                                                                                |
| --- | -------------------- | ------------------ | ---------------------- | ---------------------- | --------------- | ------------------ | --------------------------------------------------------- | -------------------------------------------------------------------------------------- |
| 1   | Carl A. Spaatz       | Carl A. Spaatz     | 26 de setembre de 1947 | 29 d'abril de 1948     | 216 dies        | Caces              | Stuart Symington                                          | James Forrestal                                                                        |
| 2   | Hoyt S. Vandenberg   | Hoyt S. Vandenberg | 30 d'abril de 1948     | 29 de juny de 1953     | 1887 dies       | Atac i Caces       | Stuart Symington Thomas K. Finletter Harold E. Talbott    | James Forrestal Louis A. Johnson George C. Marshall Robert A. Lovett Charles E. Wilson |
| 3   | Nathan F. Twining    | Nathan F. Twining* | 30 de juny de 1953     | 30 de juny de 1957     | 1461            | Caces i Bombarders | Harold E. Talbott Donald A. Quarles James H. Douglas, Jr. | Charles E. Wilson                                                                      |
| 4   | Thomas Dresser White | Thomas D. White    | 1 de juliol de 1957    | 30 de juny de 1961     | 1460            | Estat Major        | James H. Douglas, Jr. Dudley C. Sharp Eugene M. Zuckert   | Charles E. Wilson Neil H. McElroy Thomas S. Gates Robert S. McNamara                   |
| 5   | Curtis E. LeMay      | Curtis E. LeMay    | 30 de juny de 1961     | 31 de gener de 1965    | 1311            | Bombarders         | Eugene M. Zuckert                                         | Robert S. McNamara                                                                     |
| 6   | John P. McConnell    | John P. McConnell  | 1 de febrer de 1965    | 31 de juliol de 1969   | 1641            | Caces              | Eugene M. Zuckert Harold Brown Robert C. Seamans, Jr.     | Robert S. McNamara Clark M. Clifford Melvin R. Laird                                   |
| 7   | John D. Ryan         | John D. Ryan       | 1 d'agost de 1969      | 31 de juliol de 1973   | 1460            | Bombarders         | Robert C. Seamans, Jr. John L. McLucas                    | Melvin R. Laird Elliot Richardson James R. Schlesinger                                 |
| 8   | George S. Brown      | George S. Brown*   | 1 d'agost de 1973      | 30 de juny de 1974     | 333             | Bombarders         | John L. McLucas                                           | James R. Schlesinger                                                                   |
| 9   | David C. Jones       | David C. Jones*    | 1 de juliol de 1974    | 20 de juny de 1978     | 1450            | Bombarders         | John L. McLucas Thomas C. Reed John C. Stetson            | James R. Schlesinger Donald H. Rumsfeld Harold Brown                                   |
| 10  | Lew Allen Jr.        | Lew Allen Jr.      | 1 de juliol de 1978    | 30 de juny de 1982     | 1460            | Bombarders         | John C. Stetson Hans Mark Verne Orr                       | Harold Brown Caspar Weinberger                                                         |
| 11  | Charles A. Gabriel   | Charles A. Gabriel | 1 de juliol de 1982    | 30 de juny de 1986     | 1460            | Caces              | Verne Orr Russell A. Rourke Edward C. Aldridge Jr.        | Caspar Weinberger                                                                      |
| 12  | Larry D. Welch       | Larry D. Welch     | 1 de juliol de 1986    | 30 de juny de 1990     | 1460            | Caces              | Edward C. Aldridge Jr. Donald B. Rice                     | Caspar Weinberger Frank Carlucci Dick Cheney                                           |
| 13  | Michael J. Dugan     | Michael J. Dugan   | 1 de juliol de 1990    | 17 de setembre de 1990 | 78              | Caces              | Donald B. Rice                                            | Dick Cheney                                                                            |
| 14  | John M. Loh          | John M. Loh        | 18 de setembre de 1990 | 29 d'octubre de 1990   | 41              | Caces              | Donald B. Rice                                            | Dick Cheney                                                                            |
| 15  | Merrill A. McPeak    | Merrill A. McPeak  | 30 d'octubre de 1990   | 25 d'octubre de 1994   | 1456            | Caces              | Donald B. Rice Sheila E. Widnall                          | Dick Cheney Les Aspin William J. Perry                                                 |
| 16  | Ronald R. Fogleman   | Ronald R. Fogleman | 26 d'octubre de 1994   | 1 de setembre de 1997  | 1041            | Caces              | Sheila E. Widnall                                         | William J. Perry William S. Cohen                                                      |
| 17  | Ralph E. Eberhart    | Ralph E. Eberhart  | 2 de setembre de 1997  | 5 d'octubre de 1997    | 33              | Caces              | Sheila E. Widnall                                         | William S. Cohen                                                                       |
| 18  | Michael E. Ryan      | Michael E. Ryan    | 6 d'octubre de 1997    | 5 de setembre de 2001  | 1430            | Caces              | Sheila E. Widnall F. Whitten Peters James G. Roche        | William S. Cohen Donald H. Rumsfeld                                                    |
| 19  | John P. Jumper       | John P. Jumper     | 6 de setembre de 2001  | 2 de setembre de 2005  | 1457            | Caces              | James G. Roche                                            | Donald H. Rumsfeld                                                                     |
| 20  | T. Michael Moseley   | T. Michael Moseley | 2 de setembre de 2005  | 12 de juliol de 2008   | 1044            | Caces              | Michael Wynne                                             | Donald H. Rumsfeld Robert M. Gates                                                     |
| 21  | Duncan J. McNabb     | Duncan J. McNabb   | 12 de juliol de 2008   | 12 d'agost de 2008     | 31              | Pont aeri          | Michael B. Donley                                         | Robert M. Gates                                                                        |
| 22  | Norton A. Schwartz   | Norton A. Schwartz | 12 d'agost de 2008     | 10 d'agost de 2012     | 1459            | Pont aeri          | Michael B. Donley                                         | Robert M. Gates Leon Panetta                                                           |
| 23  | Mark A. Welsh III    | Mark A. Welsh III  | 10 d'agost de 2012     | Al càrrec              |                 | Atac i Caces       | Michael B. Donley                                         | Leon Panetta                                                                           |

*: Tres antics caps de l'Estat Major posteriorment servirien com a President de la Junta de Caps de l'Estat Major dels Estats Units:
- Twining serví com a President entre agost de 1957 a setembre de 1960.
- Brown serví com a President entre juliol de 1974 a juny de 1978.
- Jones serví com a President entre juny 1978 a juny de 1982.
- El quart oficial de la USAF que serví com a President, General Richard B. Myers, no serví com a Cap de l'Estat Major de la USAF